# マジックポイント
マジックポイント (magic point) またはマジックパワー (magic power) は、主としてコンピュータRPGなどのゲームで使われる用語・概念。
プレイヤーキャラクターが魔法や技などの特殊能力を使うために消費する「魔力」の量を表す数値で、一般にMPと略される。また、精神力や意志力などといったものを表現するものとなっていることも多い。作品によっては後述のように異なる表現がなされる場合もある。

## 基本システム

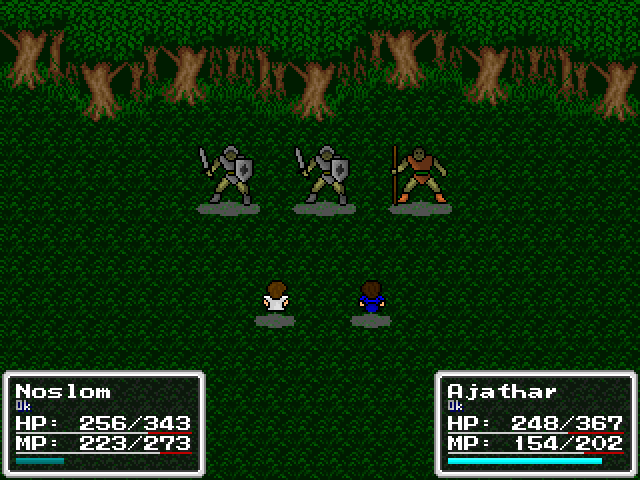
ロールプレイングゲームKQのスクリーンショット

主に魔法や技を使うことで減算（消費）され、0になると魔法は使えなくなる。ゲームによってはヒットポイントと同じように、0になることで気絶などの状態をもたらすことになるものもある。また、強力な魔法ほど消費するMPの量は大きく、0になっていなくても残りのMPが設定された必要MPを下回っているとその魔法は使えないことが多い。『ウィザードリィ』のように、消費するMPは一定だがレベルごとに異なったMPを使わなければならないというものなどもある。
ゲームにおける魔法は一般に強力なものである。ほとんどのゲームにおいて、武器による通常の攻撃は（その武器さえ持っていれば）ほぼノーコストで行えるのに対し、魔法は初歩的なものでも必ずMPと言うコストを消費しないと行えない場合が多く、そのコスト差の分魔法の方が強力になっているゲームが多い。例えば攻撃用の魔法であれば、通常の武器による攻撃よりも相手に与えるダメージが大きかったり、複数の敵を同時に攻撃出来るなど、何らかの形で有利な設定がなされているものである。また、戦闘で敵の動きを封じて味方を助ける、武器の威力を増す、味方を何かの害から守る、など戦闘を有利に進める特典を与える魔法もあれば、自分や仲間の傷を即座に癒す魔法などもある。MPの消費は、これらが無制限に使われてゲームの展開が平坦なつまらないものにならぬよう、魔法の使用に制限を加える意味も持っている。

## リソース運用ゲーム
黎明期のロールプレイングゲームにおいては、いかにこのポイントを節約してスタート地点からより遠くまで探索できるかなど、悩み楽しむのが面白さの肝であった。
リソース（資源）運用ゲームとしてのゲーム性を進化させたテーブルトークRPG作品ではMPをメンタル（精神）・ポイントやマインド（意思）・ポイントの略だと解し、魔法だけではなく集中力を要する複雑な行為を使用するためのリソースとする方向性が見出された（MPとはまったく別にSP、PPなどを独立させたゲームも存在する）。
ロールプレイングゲームに登場する多くの敵が行う攻撃行動はプレイヤーキャラクターのヒットポイント (HP) を消耗させる肉弾攻撃だが、リソース運用ゲームとして見た場合に最も手強いのはMPを直接消耗させてくる特殊な攻撃である。
リソース運用ゲームとしてのロールプレイングゲームはMPの扱い方を多彩に進化させた。例えば、多くのMPを消耗する代わりに非常に大きな成果を得られるルールや、MPを全て消耗してしまうと肉体的なダメージが無くても昏睡状態に陥るなどのリアリティのあるルールの登場である。こうした工夫によって様々な個性を見せた作品が生まれた。

### MPの回復
テーブルトークRPGでは安全な場所を確保した上での「キャンプ」による休憩によってMPを回復するのが一般的である。黎明期のコンピュータRPGでは「キャンプ」の表現が難しかったことから、街や村の「宿屋」などの所定の施設でMPを回復するゲームが多い。この手法はキャンプよりも分かりやすく非常に多くの作品で流用されコンピュータRPGの一般的なスタイルとして定着した。アイテムなどを使って回復できるゲームでもその回復力が著しく低かったり、或いはアイテムの入手が非常に困難（非常に高価、もしくはクエストの成功や、敵を倒すことでしか入手できないなど）なケースが一般的なため、MP回復は施設を中心に行うのが効率のよいプレイスタイルと言える。
また、ヒットポイント (HP) を消耗することでMPを得たり、魔法によって敵からMPを吸収したり、味方に分け与えるシステムのあるゲームもある。さらに、「ハイドライドII」などでは、時間経過と共に少しずつ消費したMPが自然回復するコンピュータゲームらしいシステムが採用されている。
最近のコンピュータRPGでは探索途中でも回復が容易になっているゲームが主流となっており、上記のようなリソース運用ゲームとしてのロールプレイングゲーム概念は淘汰されつつある。それにより、探索の全行程におけるリソースよりも、個々の戦闘における戦略・戦術が重視されるスタイルが定着した。

## 類似する概念
類似する用語・概念としては以下のものがある。
- パワーポイント (power point=PP)
- テクニカルポイント (technical point=TP)
- マナポイント (mana point=MP)
- スキルポイント (skill point=SP)
- エナジー、エネルギー (energy=EN)

また、『ドラゴンクエストシリーズ』では「MP」表記であるがこれは「マジックパワー」の略称になっている。